# عبدالقیس
عبدالقَیس از قبیله‌های عرب بحرانی ساکن در تهامه و بحرین که در تمام نقاطی که عربها زندگی می‌کردند نیز شاخه‌هایی از این قبیله وجود داشت. پیش از ظهور اسلام نقش برجسته ای در جنگ‌های صورت گرفته با شاهان ساسانی داشته‌است و به کرات به سپاهیان ایران که قصد گسترش قلمرو حکومت خود را داشته‌اند حمله می‌کرد. شاپور دوم ساسانی اقدام به سرکوب عبدالقیس کرد و با حمله به بخش‌هایی از بصره افراد زیادی از این قبیله را کشت و بعدها بخشی از آن‌ها را به استان کرمان کوچ داد. شاپور دوم بعد از جنگ با رومیان با اعراب آشتی کرد و بعضی از قبایل تَغلِب و عبدالقیس و بکر بن وائل را در تَوَّج و شهرهای دیگر سکونت داد اکنون بسیاری از شیعیان بحرین و شیعیان قطیف عربستان نسبشان به قبیله بنو عبدالقیس می‌رسد.

## پیشینه
طایفه و قبیله عبدالقیس یا عبدقیس از قبایل قدیم عرب در تهامه در عربستان شرقی که شاخه‌ای از قبیله «ربیعه» است. این طایفه از ذریه «عبدالقیس بن افصی بن… ربیعة بن نزار بن معد بن عدنان» است. عبدالقیس قبیله ای عدنانی بوده و نسب آن‌ها به عبد القیس بن أفصی بن دعمی بن جدیلة بن أسد بن ربیعة بن نزار بن معد بن عدنان برمی گردد. وطن اصلی آن‌ها در زمان جاهلیت «تهامه» بود. در سال‌های بعد به علت اینکه این طایفه جمعیت زیادی پیدا کردند عده‌ای به عمان و بعضی دیگر به سواحل ایران کوچ کردند. عبدالقیس در سال ۹ هجری مسلمان شدند.
در زمان عمر، خلیفه دوم، حَکَم بن ابی العاص با سپاهی بزرگ از قبایل عبدالقیس، اَزْد، تمیم، بَنوناجیه و دیگران، از بحرین از راه دریایی به ایران یورش آورد و پس از گرفتن جزیره  بَرکاوان (قشم) در سال ۱۸ یا ۱۹ تَوَّج را فتح کرد.
همراه با کشورگشایی‌های مسلمانان، عبدالقیس مهاجرت تازه‌ای به کوفه کردند و در زمان عمر بن  خطاب، محله‌ای را به خود اختصاص دادند و مسجدی بنا کردند و با قبیله «بنی جمراء» هم پیمان شدند. بنی عبدالقیس، از قبائل شیعه بودند و با علی بیعت کردند و در جنگ جمل شرکت کردند. در جنگ صفین، همراهی علی کرده و او «صعصعة بن صوحان» را فرمانده سپاه آن‌ها کرد و نیز جنگ‌های خونینی با خوارج نمودند. عبدالقیس در لشکرکشی مسلمانان به موصل و خراسان، شرکت داشتند، جنگجویان آن‌ها در خراسان در سال ۹۶ هجری قمری، چهار هزار نفر بودند. این طایفه در سیاست و حکومت منطقه‌های فتح شده نقش عمده‌ای نداشتند و عموماً در هر محل به آداب محیط مأنوس می‌شدند.
هم‌اکنون تعداد قابل توجهی از این قبیله  در شهرهایی از خوزستان به ویژه اهواز، آبادان، خرمشهر (محمره)، شادگان (فلاحیه)، حمیدیه (به ویژه در دهستان گمبوعه)، هویزه، ماهشهر و برخی دیگر از مناطق خوزستان ساکن هستند که نام خانوادگی آن‌ها «عبودی» است زندگی می‌کنند. در عراق نیز در بخش‌های مختلف از جمله در کربلا، نجف، شطرة، بصره، زبیر، عماره، موصل و بغداد زندگی می‌کنند و در در آنجا نیز به همین نام خانوادگی مشهورند. البته در عراق و ایران از این قبیله تحت عنوان «اعبوده» یا «العبودة» یاد می‌شود. «السناجرة» نیز نام دیگری است که در عراق و ایران به این قبیله گفته می‌شود. سناجرة از انتساب به منطقه سنجار در موصل گرفته شده‌است که روزگاری بزرگانی از این قبیله  در آنجا سکونت داشتند. در حال حاضر «آل خیون» بزرگان این قبیله در شهر شطره عراق زندگی می‌کنند. شاخه‌هایی از این قبیله بزرگ نیزدر بخش‌های شرقی از ساحل خلیج فارس ایران نیز از جمله شهرهای گناوه، دیلم، بوشهر، عسلویه، کنگان، بندر لنگه (لنجه)، قشم (نام اصلی آن قواسم بوده‌است که بخشی از امارت القواسم یا امارت لنجه بود که از قرنها پیش در این جزیره حکومت می‌کردند و از نسب امام جعفر صادق بوده‌اند) و جزیره کیش یا همان جزیره قیس (که به دلیل سکونت مردمانی از قبیله  عبدالقیس در آنجا به این نام مشهور شده‌است) زندگی می‌کنند. از تیره شاخه قدیمی عبدالقیس می‌توان به بنی کاوان اشاره کرده که در جزیره قشم یا همان برکاوان ساکن بودند